# 오봉행
오봉행(일본어: 五奉行 고부교우[*])는 아즈치모모야마 시대의 도요토미 정권 말기에 주로 정권의 실무를 담당한 봉행 5인을 칭하는 말이다. 당시에는 오봉행이라는 호칭은 존재하지 않았고, 도시요리(年寄) 등으로 불렸다. 오늘날로 따지자면 각 부의 장관에 해당되며 실제로도 담당 분야가 거의 비슷했다.
도요토미 히데요시(豊臣秀吉)의 관백(関白) 취임 뒤 1585년, 또는 1593년 히데요시의 와병 중에 오대로(五大老) 제도와 함께 설치된 것으로 생각된다. 도요토미 정권에서는 오타니 요시쓰구(大谷吉継)와 고니시 유키나가(小西行長)를 시작으로 많은 봉행이 행정을 담당하고 있어, 그 중에서도 특별히 중요한 활약을 한 5명이 오봉행이라고 불렸다. 5명이라는 수는 정해진 것은 아니고, 히데쓰구 사건(秀次事件)의 영향으로 아사노 나가마사(浅野長政)가 일시 실각했던 때에는 나가마사를 대신하여 미야베 게이준(宮部継潤), 도미타 잇파쿠(富田一白)를 더하여 6명이 봉행직을 맡았다고도 한다.
1600년에 오봉행 중 한 명인 이시다 미쓰나리(石田三成)가 오대로 중 한 명인 모리 데루모토(毛利輝元)를 총대장으로 옹립한 세키가하라 전투(関ヶ原の戦い) 때에는, 서군에는 미쓰나리 외에 나쓰카 마사이에도 종군했으며, 아사노 나가마사는 동군의 도쿠가와 히데타다의 군세에 속해 있었다. 마에다 겐이와 마시타 나가모리는 오사카성에 머물고 있었다.

## 목록
- 주로 사법 담당[1] - 아사노 나가마사(浅野長政)（필두·가이 고후(甲斐甲府) 22만 석）
- 주로 행정 담당[2] - 이시다 미쓰나리(石田三成)（오미 사와야마(近江佐和山) 19만 석）
- 주로 토목 담당[3] - 마시타 나가모리(増田長盛)（야마토 고리야마(大和郡山) 22만 석）
- 주로 재정 담당[4] - 나쓰카 마사이에(長束正家)（오미 미나쿠치(近江水口) 5만 석）
- 주로 종교 담당[5] - 마에다 겐이(前田玄以)（단바 가메야마(丹波亀山) 5만 석）

마에다가 고쇼(御所)・조정(朝廷)・구게(公家)・사찰과 신사(寺社), 나쓰카가 재무라는 특별 부문을 담당하고, 아사노, 마시타, 이시다 3인이 일반 정무의 처리를 맡은 형태이다.

## 그 외
상기 외에도「마에다 겐이는 교토 쇼시다이(京都所司代;교토 치안 담당관)로 별도로 다루어졌고, 오봉행 중에는 오타니 요시쓰구가 들어간다」라는 등、인사에 관해서는 여러 설이 있다.

## 같이 보기
- 오대로(五大老)
- 삼중로(三中老)
- 봉행(奉行)